# ハビエル・ドミンゲス
ハビエル・E・サントス（Javier E. Dominguez、1985年7月14日 - ）はパナマのロス・サントス県出身のプロ野球選手（捕手）。右投げ右打ち。現在は、ロス・サントス所属。

## 経歴
2012年11月に、母国パナマで行われた第3回WBC予選のパナマ代表に選出された。

## 詳細情報

### 代表歴
- 2013 ワールド・ベースボール・クラシック・パナマ代表